# Даулетбаев, Дамир Абайдильдаевич
Даулетбаев Дамир Абайдильдаевич (каз. Дәулетбаев Дамир Абайділдаұлы; род. 1 октября 1964, Кызылорда, Кызылординская область, Казахская ССР)) — доктор медицинских наук, хирург высшей категории.

## Биография
Родился 1 октября 1964 г. в г. Кызылорда.
В 2003—2007 Даулетбаев Дамир Абайдылдаевич был избран депутатом Кызылординского областного маслихата, являлся председателем постоянной комиссии по социальным вопросам.
В 1995 году защитил кандидатскую диссертацию по специальности -хирургия на тему: «Клинико-морфологические изменения слизистой оболочки желудка в зависимости от локализации язвы».
В 2002 году защитил докторскую диссертацию по специальности -хирургия на тему: «Диагностика и хирургическое лечение гастро-эзофагеальной рефлюксной болезни».
Обладатель международной премии «Золотой скальпель», почётного звания «Алтын дәрігер».
Автор 2-х монографий, 5 учебников, 107 печатных работ.
Имеет 9 изобретений.
Под его руководством проведена защита 4 кандидатских диссертаций.

## Образование
В 1987 г. окончил Актюбинский медицинский институт по специальности лечебное дело, врач
В 2010 г. Университет им Д. А. Кунаева по специальности финансы
Проходил специализацию в России, Японии, Германии, Великобритании.

## Трудовая деятельность
1987—1988 г.г. Интернатура по специальности «Хирургия» в Кызылординская областная больница
1988—1991 г.г. Врач анестезиолог-реаниматолог в Кызылординская областная больница
1991—1993 г.г. Сосудистый хирург в Кызылординская областная больница
1993—1997 г.г. Заместитель главного врача по лечебной работе в Кызылординская областная больница
1997—1999 г.г. Докторант отделения хирургии пищевода, желудка и органов средостения в Научный Центр Хирургии им. А. Н. Сызганова
1999—2003 г.г. Начальник управления здравоохранения Кызылординской области
2003—2005 г.г. Директор в Кызылординский областной медицинский центр (ОМЦ)
2005—2006 г.г. Консультант кафедры профилактической медицины в Казахстанский медицинский университет
2006—2008 г.г. Главный научный сотрудник отделения хирургии пищевода, желудка и органов средостения в Научный Центр Хирургии им. А. Н. Сызганова
2008—2011 г.г. Директор в Медицинский колледж г. Алматы
2011—2016 г.г. Главный врач в Городская клиническая больница № 1 г. Алматы
2016—2018 г.г. Главный врач в Алматинский онкологический центр
2018 - по н.в. Директор в Республиканский клинический госпиталь для инвалидов Отечественной войны МЗ РК.

## Семья
Отец Даулетбаев Абайдильда Сыздыкович — инженер. Автор многих изобретений. Работал Директором завода «Рисмаш». Награждён орденом «Курмет» (недоступная ссылка).
Мать — Кенебаева Гульжан Жумамуратовна — экономист-технолог.
Женат. Воспитывает 3-х детей и 6 внуков.